# Nasale (województwo łódzkie)
Nasale – wieś w Polsce położona w województwie łódzkim, w powiecie poddębickim, w gminie Wartkowice. Miejscowość wchodzi w skład sołectwa Drwalew.
W latach 1975–1998 miejscowość należała administracyjnie do województwa sieradzkiego.